# Львівтрансгаз
Львівтрансгаз — філія ПАТ «Укртрансгаз» Національної Акціонерної Компанії «Нафтогаз України».
Управління магістральних газопроводів «Львівтрансгаз» є одним з шести підприємств газотранспортної системи України. Воно є важливим вузлом газотранспортного комплексу держави, яке здійснює транзит газу із Росії в Європу, в тому числі безпосередньо в Республіку Польща, забезпечує транспортування і доставку газу населенню і промисловості найгазифікованішого північно-західного регіону України, до якого входять Львівська, Волинська, Рівненська, частково Тернопільська, Івано-Франківська, Житомирська і Хмельницька області.
Специфікою підприємства є експлуатація найбільших в Європі підземних сховищ газу, які резервують транзит газу в Європу, підвищують надійність газопостачання споживачам України. Підприємство надає послуги споживачам не тільки з транспортування газу, але й з його зберігання в сховищах з доставкою в обумовлений період до споживача.

## Історія
Дев'ять десятиліть тому в Дашаві було вперше в Україні пробурено свердловину, з якої вдарив потужний фонтан прикарпатського газу. Отже, 1924 рік започаткував розвиток газової промисловості на Львівщині, а Дашава стала матір'ю українського блакитного палива. З Дашави, немов живі артерії, почали простягатись перші нитки газопроводів на Стрий, Дрогобич. Будівництво складних на той час підземних і надземних комунікацій здійснював колектив «Рафінеро Галіція». У 1929 році прокладається газопровід довжиною 68 км до старовинного міста Львова. У 1940 році вводиться в експлуатацію Опарське родовище, а в перші повоєнні роки — крупні Угерське і Більче-Волицьке родовища Стрийського газопромислового управління. На той час вже було споруджено унікальний магістральний газопровід «Дашава — Київ», будівництво якого здійснювалось при дефіциті потужної техніки та кваліфікованих кадрів. Траса, особливо в передгір'ях Карпат, пролягала через річки, озера, болота, залізничні і шосейні шляхи. Будівельникам довелось збудувати понад 230 переходів. 17 листопада 1948 року почалась безкомпресорна подача газу з Дашавського родовища в міста Київ і Тернопіль. Для збільшення подачі газу по газопроводу в 1951—1955 роках введено в експлуатацію Красилівську, Тернопільську і Бердичівську компресорні станції. Пропускну здатність газопроводу «Дашава — Київ» було доведено до проектної — 4,4 млн м3/добу.
З введенням в експлуатацію газопроводу «Дашава — Київ» розпочався бурхливий розвиток газифікації України і сусідніх країн. Зокрема, у 1951 році прокладено магістральний газопровід «Київ — Москва», об'єднаний в єдиній системі з газопроводом «Дашава — Київ» загальною довжиною 1301 км. Через 10 років газ Прикарпаття в сталевих трубах «Дашава — Мінськ» надійшов в столицю Білорусі, згодом в Прибалтійські країни. До 1953 року розробкою газових родовищ на Прикарпатті займався трест «Укргазовидобуток», який розміщувався в Стрию. З 1956 року роботу з освоєння та експлуатації газових родовищ проводило Стрийське газопромислове управління, в складі якого була утворена дільниця, яка займалась видобутком газу на Шебелинському газоконденсатному родовищі. З розширенням географії виробничої діяльності та профілю газопромислове управління перейменовано спочатку у Стрийське управління по видобутку і транспортуванню газу, а після передислокації управління в місто Львів — на Управління магістральних газопроводів «Львівтрансгаз».

### Історія зовнішньо-економічних зв'язків
Зв'язки газовиків Прикарпаття із зарубіжними партнерами мають більш як піввікову історію. З 1939 року почалось транспортування газу по газопроводу «Дашава — Сталева Воля» (Польща). У 50 — 60-х роках будуються нові експортні газопроводи діаметром 520 і 720 мм від Комарно до Дроздович, а далі до Ярослава (Польща). Для збільшення видобування газу і подачі його в Польщу побудовані компресорні станції в 1967 році в Комарно і в 1972 році в Хідновичах, які оснащені газомотокомпресорами. Львівтрнасгаз став головним експортним постачальником газу для Польщі. З метою збільшення експортних поставок російського газу в Польщу при допомозі спеціалістів «Газобудови» м. Забже в 1980 році була введена в експлуатацію компресорна станція із газотурбінними газоперекачувальними агрегатами в Комарно, побудований пункт передачі-прийому газу в Дроздовичах, інші об'єкти і споруди.
Сьогодні зв'язки з Польським Гурніцтвом нафти і газу — ділові і дружні. Спеціалісти обмінюються досвідом експлуатації і технічними новинками.
Львівтрансгаз співпрацює з німецькою газовою фірмою «Рургаз»;. Спеціалісти фірми виготовили для замірного пункту в Дроздовичах проект, поставили устаткування для обліку газу «Фоксоборо» та «Суперфло-II» і надали допомогу в пусконалагоджувальних роботах та навчанні спеціалістів.
Львівтрансгаз, будучи членом асоціації «Трубопласт», співпрацює з фірмами Німеччини, Австрії, Голландії з метою будівництва заводу для виготовлення труб із полімерних матеріалів, що має прискорити газифікацію населених пунктів Прикарпаття.

## Виробнича діяльність
Головне завдання підприємства — забезпечення надійної і безаварійної роботи всього комплексу газотранспортної системи при її високій економічній ефективності, енергоощадності і техногенно-екологічній безпеці. Підприємство впроваджує нові технології і прогресивні методи з підтримання високої працездатності системи, проведення систематичного моніторингу, реновації і технічного вдосконалення методів експлуатації.
Маючи довголітній досвід експлуатації в видобуванні, транспортуванні і особливо підземному зберіганні газу, Львівтрнасгаз пропонує послуги:
- облаштування газових родовищ і підземних сховищ газу;
- експлуатація технічних установок, компресорних станцій та інших об'єктів видобування і транспортування газу;
- сезонне, пікове або довгострокове зберігання газу в підземних сховищах.

### Транспортування газу
Транспортується російський газ транзитом через Білорусь трьома газопроводами «Івацевичі — Долина», а із східних регіонів держави поступає по двох газопроводах «Київ — Західна Україна». В осінньо-зимовий період надходження газу споживачам в Західній Україні та частина імпортних поставок здійснюється лише з підземних сховищ.
УМГ «Львівтрансгаз» успішно застосовує безвогневі підключення газопроводів-відводів до магістральних газопроводів, що не тільки приносить значний економічний ефект, але є екологічно безпечним, тому що зовсім виключає викиди газу в атмосферу при виконнанні цих робіт. Впроваджує нові методи одоризації газу. Разом з інститутом УкрНДІгаз веде розробки нових типів газорозподільчих станцій і газорегуляторних пунктів. Спеціалісти компресорних станцій працюють над вдосконаленням техніки і технологій. Так, вперше на газоперекачувальному агрегаті ГТК—10—2 Тернопільської КС була модернізована система масляного ущільнення нагнітача, що дало економію електроенергії і мастил.
На Ковельській і Бібрській КС виконано реконструкцію системи охолодження масла і електродвигуна газоперекачувальних агрегатів типу СТД-4000 за допомогою апаратів повітряного охолодження і прямого охолодження повітрям електродвигуна, в результаті відпала необхідність використання для цих цілей води. Раніше втрати становили більше 150 м3/добу. При Львівтрансгазі організована науково-виробнича фірма «Полімер-сервісмаш», що має набутий 33-річний досвід високоефективного застосування пластмас. Підприємство є піонером в застосуванні пластмас і впровадило їх для упорних підшипників ковзання, ущільнення вала, торцьового ущільнення плаваючого типу для робочого колеса нагнітачів газу, пластин кільцевих клапанів і ущільнення компресорних циліндрів та інших деталей.
Великий обсяг робіт проводить УМГ «Львівтрансгаз» в напрямі автоматизації виробничих процесів при транспортуванні та зберіганні природного газу. На компресорних станціях встановлено мікропроцесорні системи управління агрегатами, налагоджено автоматичний збір інформації з агрегатної автоматики з виведенням інформації і функцій керування на персональну ЕОМ компресорної станції. Наше управління співпрацює з науково-дослідними інститутами в галузі розробки, виготовлення і впровадження у виробництво нових приладів, пультів управління, комплектів технічних засобів для обліку природного газу. З розширенням матеріально-технічної бази управління пропорційно зростали як споживання газу на власні потреби, так і електроенергії.
Споживання електроенергії в 1933 році склало 240 млн кіловат—годин, тому проблема економії енергоресурсів перебуває під постійною увагою. При кожній компресорній станції діють складні джерела живлення — підстанції високих класів напруг 35—110 КВ, розподільчі щити і пункти 6—10 КВ, мережні підстанції складного електротехнічного обладнання, схеми управління і захисту, контрольно-вимірювальні прилади. Для забезпечення видобутку і транспортування газу теплоенергією застосовуються потужні теплоустановки: котли типу ДКВР, ПКН-2С, ТВ2. Широко використовується вторинне тепло від котлів-утилізаторів, які дають його як на технологічні потреби, так і на тепличні господарства (Сокальська і Рогатинська КС).

### Підземне зберігання газу
Львівтрансгаз володіє одними із найбільших в Європі підземними сховищами газу. Вони є стабільними та екологічно чистими джерелами постачання палива. Вироблені газові поклади, що на теренах Дашави, Опар, Угерського і Більче-Волиці, мають сприятливі геолого-промислові характеристики, розташовані біля головних експортних газопроводів та поблизу країн Західної Європи.
Розміщуються на глибинах від 600 до 1100 м з пластовими тисками від 4 до 10 МПа, загальною кількістю свердловин 610 штук. Вони є унікальними підземними сховищами газу. Впроваджені такі розробки:
- колекторна схема газозбірних сіток;
- високопродуктивні свердловини з експлуатаційними колонами діаметром 219 мм;
- горизонтальні абсорбери на установках осушки газу продуктивністю 30 млн м3/добу;
- високопродуктивні газоперекачувальні агрегати ГПА-Ц-16 на 7,5 і 10 МПа.

У 1969 році було закачано в перше сховище 87 млн м3 газу. До 1994 року об'єм закачування зріс більш, ніж в 150 разів. Підземні газосховища виконують такі головні функції:
- регулюють сезонні нерівномірності газопостачання;
- зменшують капітальні вкладення в магістральні газопроводи і компресорні станції;
- створюють державні запаси газу;
- підвищують надійність всього газопостачання.

## Структура підприємства
Складається із:
- 4[1] Лінійно-виробничих управлінь магістральних газопроводів (ЛВУ МГ): Рівненське, Тернопільське, Волинське, Бібрське;
- 3 Виробничих управління підземного зберігання газу (ВУПЗГ): Стрийське, Дашавське, Опарське;
- та Угерське виробниче відділення ремонтних і сервісних послуг.

УМГ «Львівтрансгаз» експлуатує 4 215 км магістральних газопроводів діаметром від 500 до 1400 мм (разом із газопроводами-відводами — 6358,4 км) з робочим тиском від 5,5 до 7,5 МПА, 13 компресорних станцій, із 23 цехами, де встановлено 160 газоперекачувальних агрегатів загальною потужністю 845 МВт, 4 підземних сховища газу, 196 дюкерних і надземних переходи через ріки, канали та інші перешкоди, 211 газорозподільчих станцій. Забезпечення повного захисту від електричної корозії газопроводів, комунікацій компресорних станцій та підземних металевих споруд досягається за допомогою 715 станцій катодного захисту.